# Thrymr

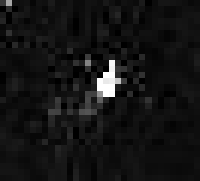
Thrymr sedd från Cassini.

Thrymr  är en av Saturnus månar. Den upptäcktes av Brett J. Gladman och John J. Kavelaars år 2000, och gavs den tillfälliga beteckningen S/2000 S 7. Den heter också Saturn XXX.
Thrymr är 5,6 kilometer i diameter och har ett genomsnittligt avstånd på 20 219 000 kilometer från Saturnus. Den har en lutning på 175° till ekliptikan (151° Saturnus ekvator) och med en excentricitet på 0,453.